# Liutfrid
Liutfrid (* um 700; † um 743) war ein fränkischer Adliger und unter der Herrschaft der Merowinger der fünfte bekannte Herzog im Elsass. Er gehörte dem nach seinem Vorgänger benannten elsässischen Herzogsgeschlecht der Etichonen an und war der letzte elsässische Herzog aus diesem Adelshaus.

## Leben und Wirken

### Herkunft
Liutfrid wurde als ältester Sohn des Elsässerherzogs Adalbert geboren. Sein Großvater Eticho war als Dux im burgundischen Pagus Attoriensis, dem Gebiet zwischen Dijon und Langres begütert und einflussreich, bevor er die Herzogswürde des Elsass übertragen bekam. Väterlicherseits bestand eine direkte Verwandtschaft mit jener burgundischen Adelsfamilie, die in der Spätphase der Merowingerherrschaft und unter den folgenden Karolingern als Sippe der Waltriche zu einer der einflussreichsten Familien im Fränkischen Reich aufsteigen sollte. Liutfrids Mutter Gerlindis war eine Tochter des Herzogs Eudo von Aquitanien. Seine beiden Schwestern Attala sowie Gundlinda waren Äbtissinnen einflussreicher elsässischer Klöster und werden, wie auch die gemeinsame Tante Odilia wurde als Heilige verehrt.

### Herrschaft als Herzog
Liutfrid folgte nach dem Tode seines Vaters Adalbert diesem als Herzog des Elsass nach; in einer Schenkungsurkunde der Abtei Honau vom 11. Dezember 723 wird er bereits als Dux bezeichnet. Ob Liutfrid vor der Verleihung der Herzogswürde das Amt eines Comes oder Grafen bekleidete, der im Gegensatz zum Dux keine militärische Aufgabe, sondern ausschließlich die Leitungsfunktion der Verwaltung innehatte, lässt sich aus den wenigen erhaltenen Zeitzeugnissen nicht mehr bestimmen. Als gesichert gilt, dass er die Amtsgeschäfte von Straßburg aus führte, da die Mehrzahl der von ihm erhaltenen Urkunden und Schriftstücke in der dortigen herzoglichen Kanzlei unter der Leitung des Presbyters Ansgar gefertigt wurden.
Die von Eticho begründete Erbwürde des Herzogtums im Elsass in der etichonischen Familie konnte bei der Ernennung Liutfrids letztmals geltend gemacht werden. Das Ende der pippinidisch-karolingische Sukzessionskrise sowie die Ernennung Karl Martells zum Hausmeier des fränkischen Gesamtreiches im Jahr 718 beseitigten die Schwäche der königlichen Zentralgewalt in der Spätphase der Merowingerherrschaft und zwang in den Folgejahren die de facto selbständig gewordenen Dukate unter die karolingische Herrschaft.
Trotz der wachsenden Macht Karl Martells gelang es Liutfrid, die Herrschaft über das Elsass und damit die etichonische Selbständigkeit noch einige Zeit zu wahren. In den Jahren von 734 bis 737 gewährte er dem im Speyergau, damit im austrasischen Machtbereich gelegenen Kloster Weißenburg einen schmalen Zugang zum Elsass und stiftete der Abtei die Einkünfte, die ihm pro lege als Herzog aus den Abgaben der Orte Betschdorf, Niefern, Gœrsdorf und Preuschdorf zustanden. Der Umstand, dass es sich hierbei um Fiskaleinkünfte handelte, die in der Merowinger- und Karolingerzeit dem König vorbehalten waren, legt davon Zeugnis ab, dass sich Liutfrid formal als königlicher Amtsträger verstand, der sich dem Herrschaftsanspruch Karl Martells als Hausmeier oder Dux Francorum nicht beugen wollte.
Diesen Bekundungen eigener Macht und Stärke stand ab der Mitte der dreißiger Jahre des 8. Jahrhunderts ein stetig zunehmender Verlust politischer Autorität im Herzogtum zugunsten des Hausmeiers des Frankenreiches gegenüber. Bereits 734 konnte Karl Martell die Leitung des für die Etichonen so wichtige Bistums Straßburg seinem Vertrauten Heddo sichern, ohne dass Liutfrid, dem Vernehmen nach, ein Mitspracherecht bei der Besetzung des Bischofsamtes in seinem Herzogtum eingeräumt wurde. Der Tod des Hausmeiers im Jahr 741 brachte für Liutfrid keine Wendung in der politisch angespannten Situation, zumal Karl Martell das Frankenreich wie ein König unter seinen Söhnen Karlmann und Pippin als Erbe aufteilte.
Mit dem Aufstand der Alemannen unter Herzog Theudebald im Jahr 742, der auch auf das Elsass und damit das fränkische Reichsgebiet übergriff, endete die Unabhängigkeit des etichonischen Herzogtums. Karlmann, als Nachfolger seines Vaters Hausmeier und oberster Kriegsherr Austrasiens, entmachtete Liutfrid und unterstellte das Herzogtum seiner Herrschaft. Ob Liutfrid freiwillig oder auf, möglicherweise militärischen, Druck der Karolinger auf die Herzogswürde verzichtete, bleibt ungewiss. Jedoch deutet eine Schenkungsurkunde Liutfrids an das Kloster Weißenburg vom 15. Juni 742, in der bereits der Titel „Dux“ entfallen ist, darauf hin, dass sein Rückzug unter Zwang erfolgte – so tritt in der Urkunde an exponierter Stelle ein Ruadhartus als Zeuge auf, der als Beauftragter Karlmanns dessen Herrschaftsanspruch durchsetzte und später mit dem Blutgericht zu Cannstatt auch die Selbständigkeit des Herzogtums Alemannien gewaltsam beendete.
Mit der Schenkungsurkunde von 742 verliert sich die geschichtliche Spur Liutfrids – ungewiss bleibt, ob er sich auf die Besitzungen seiner Familie zurückzog, von Karlmann beseitigt wurde oder in den heftigen Kämpfen des Alemannenaufstandes umkam. Nach seiner Herrschaft wurde das Herzogtum Elsass endgültig aufgelöst und das Land dauerhaft in das Frankenreich integriert. Einzig sein Bruder Eberhard fand als Comes des Sundgau in den folgenden Jahren noch urkundliche Erwähnung.

## Ehe und Nachkommen
Liutfrid war in erster Ehe mit Hiltrudis verheiratet; aus dieser Ehe entstammte der Sohn Hildifrid. Zwischen 739 und 742 ging er eine zweite Ehe mit Theutila ein.